# ブラジル独立

「独立か死か！（イピランガの叫び）」（ペドロ・アメリコ画）
サンパウロのイピランガの丘で独立と決起を呼びかけるペドロ1世

ブラジル独立では、ポルトガル王国の植民地だったブラジルが、ポルトガル・ブラジル及びアルガルヴェ連合王国から離脱してブラジル帝国として独立するまでの1821年から1823年までの一連の出来事を扱う。ブラジルの独立記念日は9月7日である。

## 背景

### ブラジルの起源

今日ブラジルと呼ばれる土地は、1500年3月、ポルトガルの艦隊司令官ペドロ・アルヴァレス・カブラルの来航によって発見された。ポルトガル人はブラジルを探検する過程で複数の部族に別れた先住民に遭遇した。先住民の多くはトゥピ＝グアラニー（Tupi-Guaraní）語族であり、彼らは土地を争ったり共有したりしていた。
1532年に最初の植民地が建設されたが、植民地化は1534年に本格的に始まった。このときジョアン3世は、領域を15のカピタニアに分割し、12名のカピタンに土地使用権と統治権を与えた。しかしこの対策は問題があり、1549年には王は植民地全域の総督支配を認めた。ポルトガルは先住民をいくらかを同化させたが、ほかの先住民は緩やかに長期の戦争とヨーロッパ人が持ち込んだ伝染病によって死滅していった。
16世紀半ばまでに、国際的な需要の増大により、砂糖がブラジルの主要な輸出品となった。この状況に対応するために、1700年までに96万3千人以上の黒人奴隷がブラジルで使役させるために大西洋を渡った。ブラジルに送られた奴隷の数はアメリカ大陸のどの地域よりも多かった。
フランスとの戦争を通じて、ポルトガルはゆっくりと南東に領域を広げ、1567年にリオデジャネイロを獲得し、北西に広げると1615年にサンパウロを得た。ポルトガルはアマゾンに遠征軍を派遣し、イギリスとオランダの植民地を征服し、1699年に村落と要塞を建設した。1680年代にポルトガルは南端に達し、ラプラタ川沿岸にサクラメント植民地を建設した（現ウルグアイ）。
17世紀の終わりには、砂糖の輸出は減少し始め、1690年代にはミナスジェライス（現在のマットグロッソ州、ゴイアス州およびミナスジェライス州）と呼ばれることになる地域で探検家によって金が発見され、植民地は没落から救われた。ブラジル全域はもとより、ポルトガルからも多数の移民が押し寄せた。
スペインはトリデシリャス条約によってスペインに帰属する地域への進出を阻もうとし、1777年にラプラタ川東岸の征服に成功した。しかしこれは、同年に調印された第一次サン・イルデフォンソ条約の結果であり、ポルトガルがそれまでに拡大してきた植民地の領域を確認するものであった。こうしてブラジルの領域が確定した。

### 植民地から連合王国へ

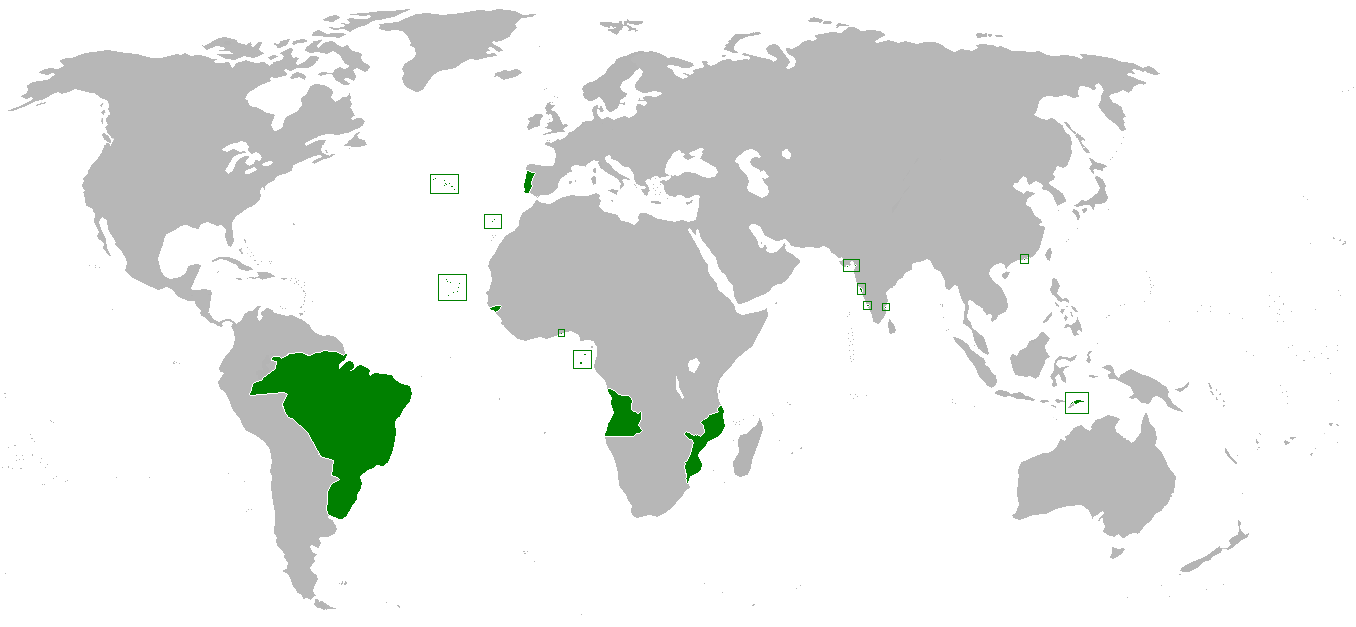
連合王国創設期のポルトガル海上帝国の領域

ブラジルは、当初は副王支配のポルトガル領ブラジルであったが、1646年にブラジル公国に格上げとなり、ブラジル公はポルトガル王の推定相続人の爵位の一つとなった。
1809年にポルトガルが「大陸封鎖令」を守らないことに理由にナポレオンのフランス帝国の侵攻をうけると、ポルトガル女王マリア1世、摂政王子ジョアン以下、ポルトガル王室の成員およびポルトガル宮廷を構成する貴族1万5千人が、イギリス艦隊の護衛を受けてブラジルのリオデジャネイロに避難した。1815年にナポレオンが没落し、半島戦争が終結してポルトガルからフランス軍が一掃されたときには、マリア1世は没し、ジョアン6世の治世になっていた。ジョアン6世はブラジルでの生活に満足し、ポルトガルへの帰国には乗り気ではなかった。植民地から宗主国を統治する逆転状態は認められないというポルトガル本国からの要請に対して、ジョアン6世はブラジル公国をポルトガル王国と対等のブラジル王国とした上で、同君連合「ポルトガル・ブラジル及びアルガルヴェ連合王国（以下「連合王国」）」とし、ブラジルからポルトガル海上帝国の統治を継続しようとした。しかし、1820年にポルトガルで自由主義革命が起こったことから、ジョアン6世はポルトガルへの帰国を余儀なくされた。ブラジル人はブラジルの地位向上のため王室のブラジル残留を望んだことから、王太子ペドロを摂政に任命し、リオデジャネイロの摂政府によるブラジル統治によって、ブラガンサ王朝はブラジルを本拠にしている王朝であると擬制した。しかし、自由主義革命を受けて召集されたコルテスでは、ブラジル王国の植民地への格下げが議論されていた。これがブラジル独立の原因となる。

## 独立への道のり

### ポルトガルのコルテス

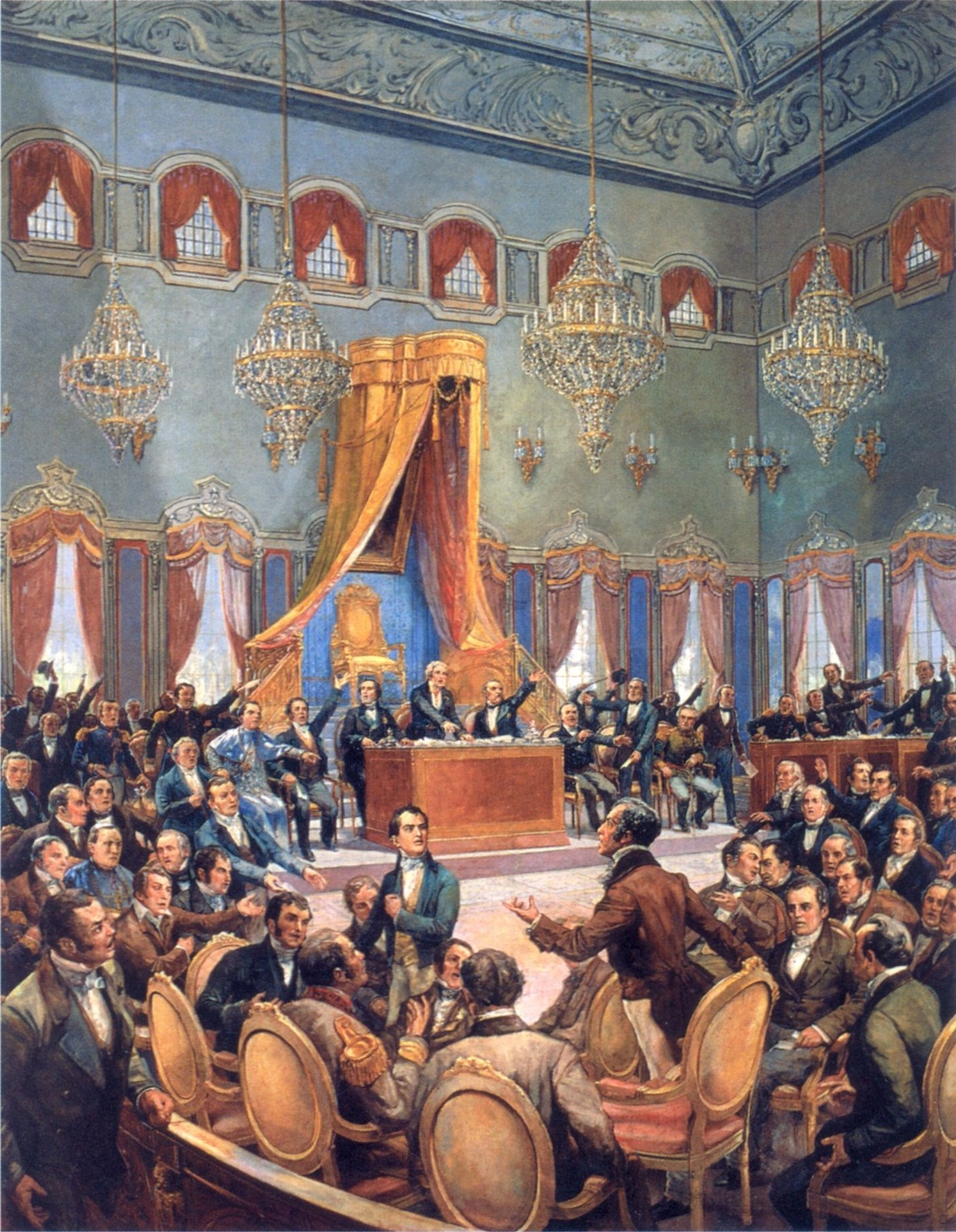
ポルトガルのコルテス

1820年に自由主義革命が勃発した。自由主義的立憲主義者によって開始された運動は、コルテス（制憲議会）の開催に結実した。コルテスでは王国初の憲法が制定された。同時にコルテスは、国王ジョアン6世の帰国を要求した。ジョアン6世は1808年以来ブラジルにいて、1815年にブラジルをポルトガル・ブラジル及びアルガルヴェ連合王国を構成する王国に格上げした。ジョアン6世は1821年3月7日に王太子ペドロを摂政に任命し、自身の名代としてブラジル統治を委ね、4月26日にヨーロッパへと向かった。ペドロはブラジルに残り、王国の大臣の助けをうけてブラジルの内政、外交、安全保障、金融財政の問題に取り組んだ。
ブラジルのポルトガル軍司令本部は、すっかりポルトガルの立憲主義に共感していた。ポルトガル将校の主要な指導者ジョルジェ・デ・アヴィレス将軍は王太子に、王国と財政の大臣のブラジルからの追放を強いた。両方ともペドロの忠実な同盟者であり、軍の手中にあった。軍の圧力に再び屈しないと誓った王太子が被った屈辱は、10年後の彼の退位に決定的な影響を与えた。その間、1821年9月30日に、コルテスはブラジル地方政府をポルトガルに劣後させる布告を可決した。ペドロ王太子は「リオデジャネイロ州知事」に完全に転落した。その後に出された他の布告は、ペドロのヨーロッパ帰還を命令し、1808年にジョアン6世によって創設された裁判所を廃止するものであった。ブラジル在住者（ブラジル生まれ、ポルトガル生まれとも）のコルテスの対策への不満は、公然のものになるまでに高まった。
漸進的にブラジルの主権を弱体化させるコルテスの行動に反対する2つのグループが現れた。フリーメイソンの支援を受けたジョアキム・ゴンサルヴェス・レド率いる自由主義派と、ジョゼ・ボニファチオ・デ・アンドラダの率いるボニファチオ派である。両派は主権君主国としてポルトガルと連合した国を維持しようとする要求を除いてブラジルの目標に何の共通するものを持たなかった。

### アヴィレスの反乱

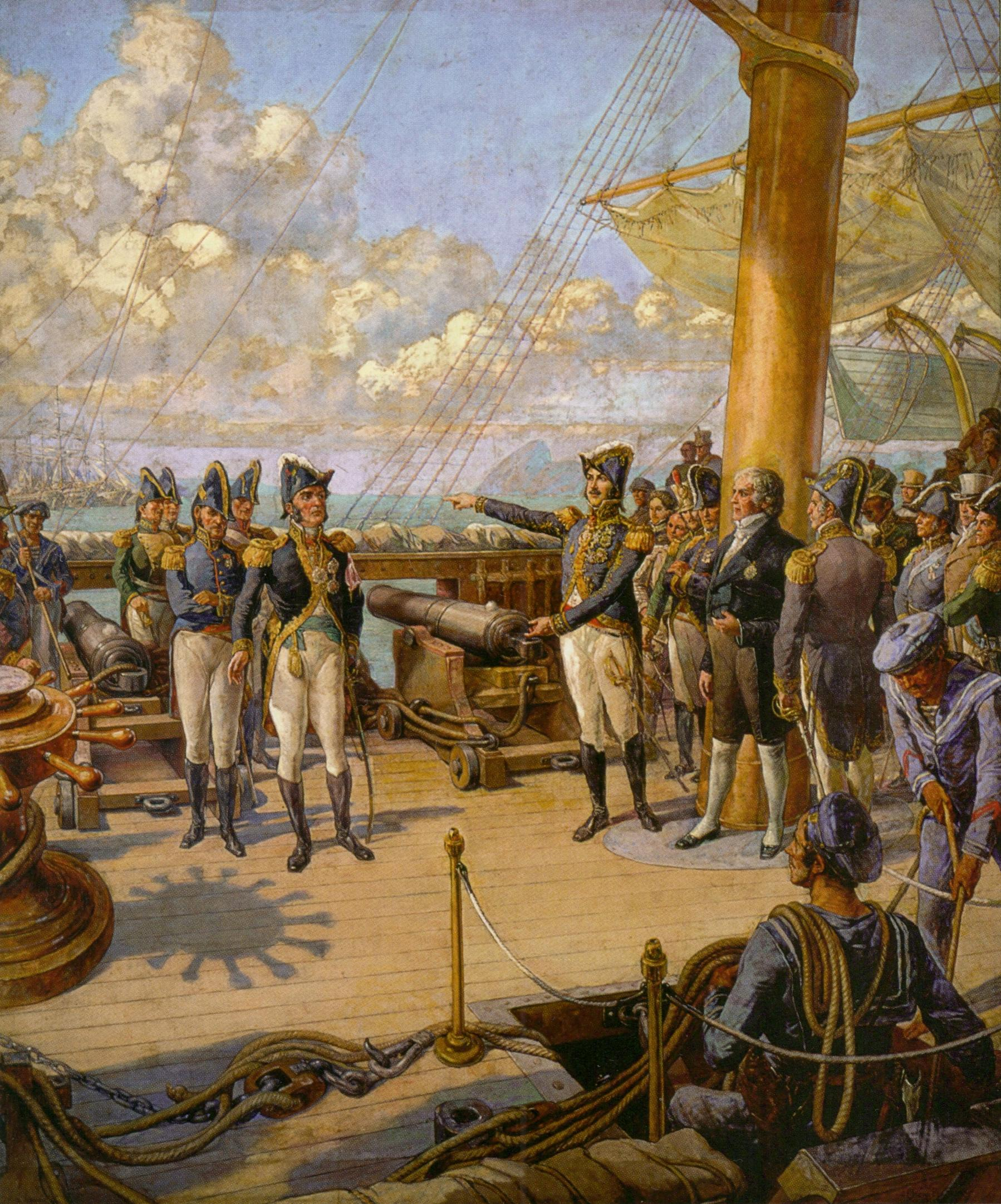
ペドロ1世とアヴィレス

ポルトガルのコルテス代表者は王太子に対して何の敬意も示さず、あからさまに嘲笑した。それゆえペドロの示してきた忠誠心は、ブラジルの反乱へと徐々にシフトしていった。自由主義派とボニファシオ派が申し入れをした際、ペドロの妻マリア・レオポルディナはブラジル人を支持し、ペドロにブラジルに留まるよう勇気づけた。1822年1月9日のペドロの返答は、新聞によれば「それが全員の利益にして、国民みなの幸福のためになるなら、人々に留まると言う準備はできている」であった。
ペドロのコルテスに逆らう決定の後、ジョルジェ・アヴィレスに率いられた2千人ほどがカステロの丘に集結した。彼らは1万のブラジル軍に包囲された。ペドロはポルトガルの総司令官を退け、ニテロイ湾を経由しての軍の撤退を命じた。ニテロイ湾はポルトガルとの貿易港であった。
1822年1月18日、ジョゼ・ボニファシオは国務大臣並びに外務大臣に任命された。ボニファシオはすぐにペドロと父子のような関係を築き、彼はこの経験豊かな政治家を最大の理解者と考え始めた。ゴンサルヴェス・レドと自由主義者は、ペドロに「ブラジルの永遠の守護者」の称号を提案し、ボニファシオとの親密な関係を縮小させようとした。自由主義者にとって、ブラジル制憲議会は必要であった。ボニファシオは、フランス革命の初年のような無政府状態が現れる可能性を回避するため、ペドロに欽定憲法の公布を望んだ。ペドロは自由主義者の要求を容認し、1822年3月3日にブラジル制憲議会の代議員選挙の開催の布告に署名した。

### 連合王国から独立帝国へ

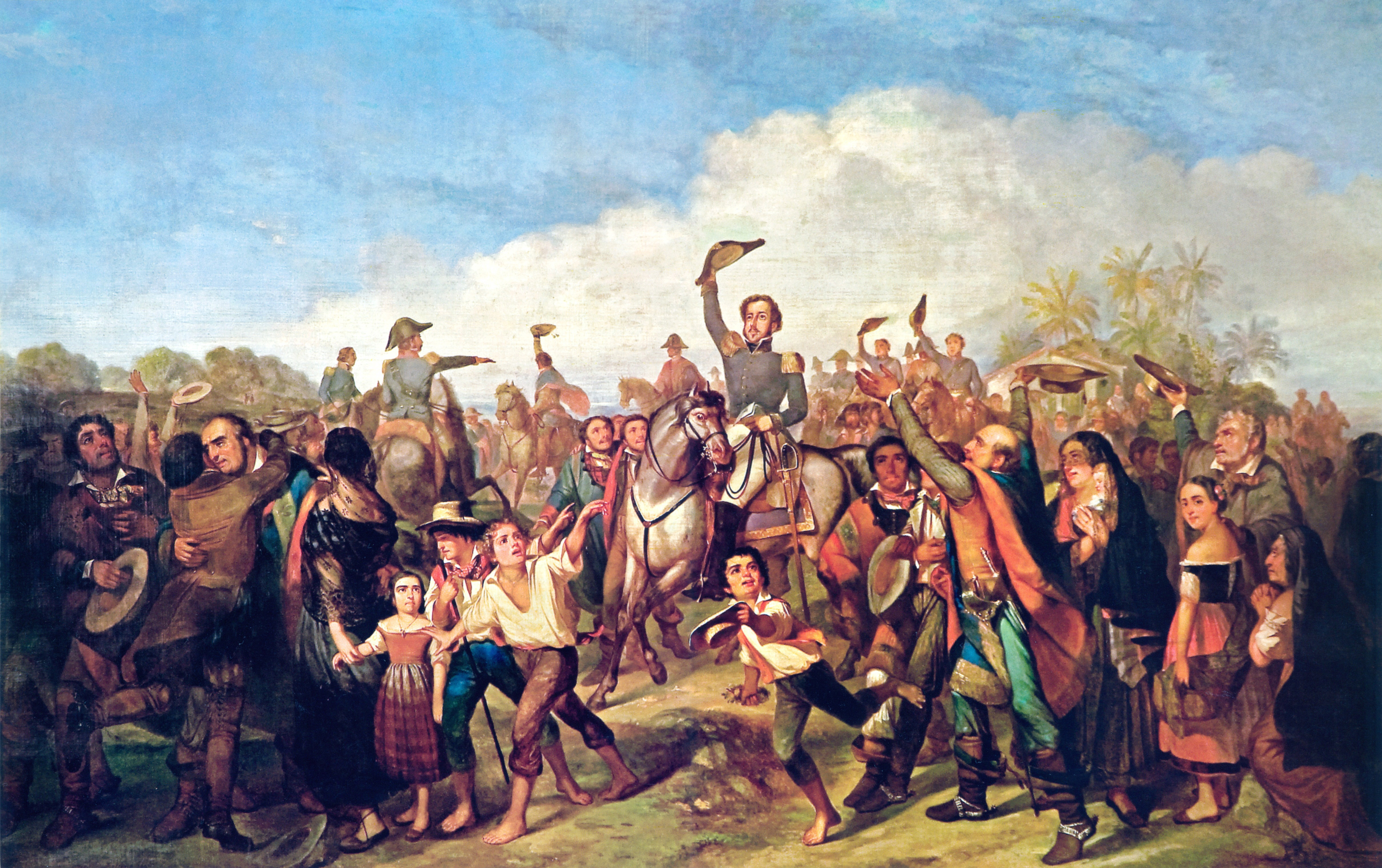
サンパウロで民衆に決起を呼びかけるペドロ（画フランソワ＝ルネ・モロー）

ペドロは決起の忠誠を要請するためにサンパウロ州へ出発した。彼は8月25日にサンパウロ州の州都サンパウロに到着し、9月5日までとどまった。9月7日にリオデジャネイロに戻るとき、彼はボニファシオとマリア・レオポルディナからの手紙を受け取り、コルテスがボニファシオ内閣の全ての法律を破棄し、彼の保有していた全ての権限を剥奪したことを知った。ペドロは儀仗兵を含む随員のもとへ戻り、語った。
「友よ、ポルトガルのコルテスはわれらを再び奴隷にしようとしている。今日より、われらの関係は破れた。いまや何物にも縛られていはいない。」
ポルトガルの象徴である白と青の腕章を外し、そして続けた。
「兵士らよ腕章を外せ！独立万歳、自由とブラジルの分離独立万歳！」
彼は剣を抜き、叫んだ。
「わが血、わが栄光、わが神を、私はブラジルの自由に与えることを誓う。独立か死か！」。
これはサンパウロ近郊のイピランガの丘にて発せられたことから、「イピランガの叫び」の名でブラジル国民に記憶されている。1822年9月7日夜にサンパウロに到着すると、ペドロと随員はブラジルのポルトガルからの独立を公言した。王太子は盛大な祝賀を受け、ブラジル王、ブラジル皇帝と呼ばれた。ペドロはリオデジャネイロに9月14日に戻ると、数日後には自由主義派にパンフレット（ゴンサルヴェス・レドが書いた）をまいた。そこには王太子は「立憲皇帝」を称するべきであるという示唆があった。9月17日、リオデジャネイロ自治政府の首長ジョゼ・クレメンテ・ペレイラは他の自治政府に、10月12日の記念日にAcclamationが起きた知らせを送った。翌日には、新しい国旗と国章が制定された（詳細はブラジルの国旗参照）。

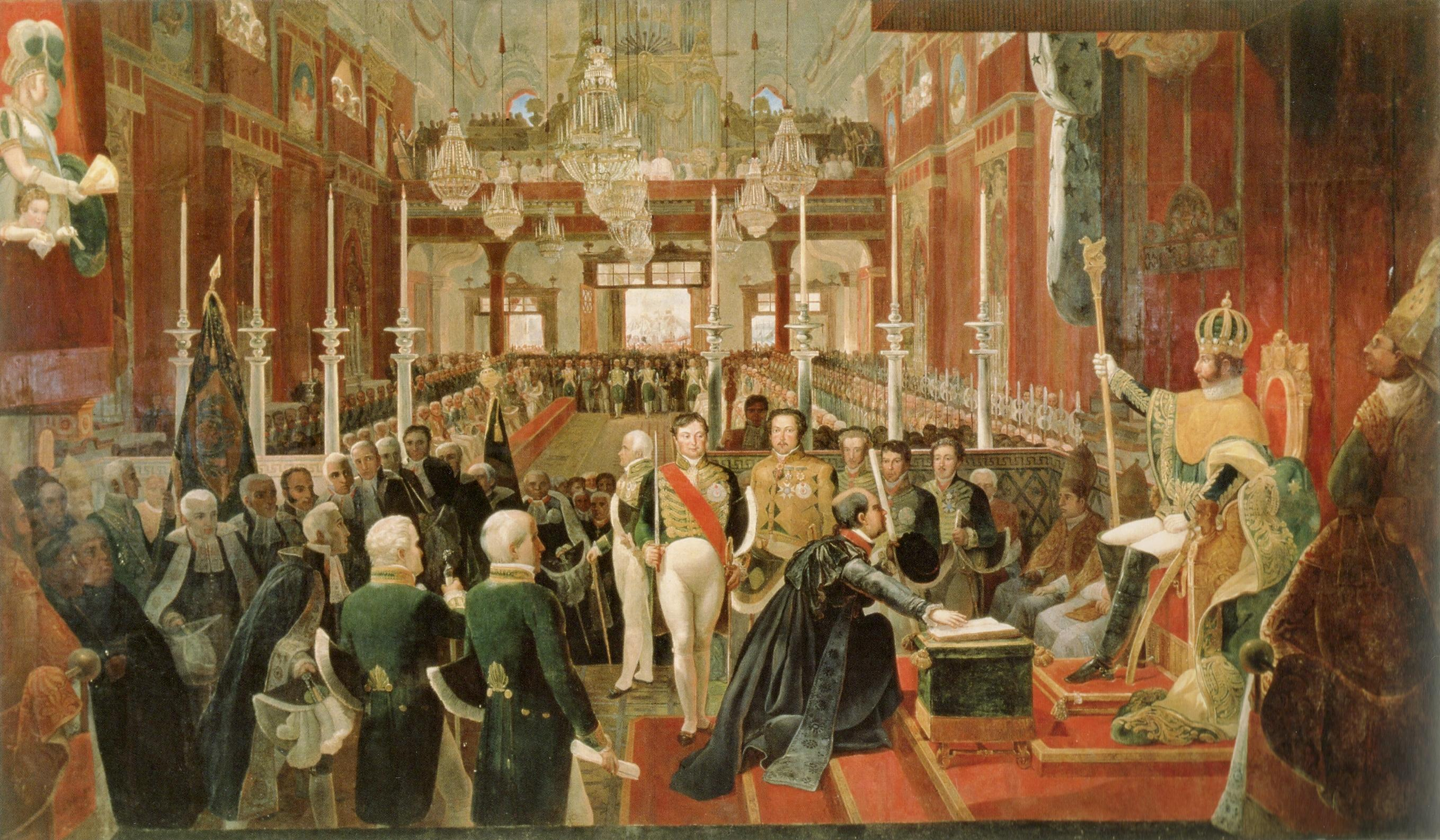
ペドロ1世の戴冠式

公式な分離独立は、ペドロが書いた書簡がジョアン6世に届いた1822年9月22日に発生した。書簡ではペドロはいまだ摂政王子を自称し、父王は独立したブラジルの王と考えられていた。1822年10月12日、サンタナの野（のちに「歓呼の野」として知られる）でペドロは「立憲皇帝、ブラジルの永遠の守護者ドン・ペドロ1世」を名乗った。これによりブラジル帝国におけるペドロの治世が始まった。しかし、皇帝はそれを明確にしていなかった。父王がブラジルに戻れば、彼は父を支持して帝位から退こうと考えていた。
「皇帝」の称号の理由は、王の称号はポルトガル王朝の伝統の継続を象徴的に意味している、あるいは絶対王政を恐れ、皇帝はそもそも古代ローマで民衆の歓呼を受けて即位したことから選ばれたとも言われる。1822年12月1日（この日はブラガンサ朝の最初の王ジョアン4世が戴冠した日である）、ペドロは戴冠し、聖別された。

## 独立戦争
ブラジルとポルトガルとの間の戦争は、軍の間の小競り合いとともに、1822年2月から最後のポルトガル・ゲリラが降伏する1823年11月まで続いた。陸戦と海戦は、双方とも常備軍と市民兵が関与した。新たに創設されたブラジル陸軍、ブラジル海軍には、外国からの移民を含むブラジル人が入隊を余儀なくされた。彼らは解放奴隷が陸海軍に入隊したように、奴隷も使用した。陸、海の戦いは、バイア、シスプラチナ、リオデジャネイロを覆い、副王領であるグラン＝パラー、マラニョンとペルナンブーコ（現在のセアラー州、ピアウイ州、リオグランデ・ド・ノルテ州を包含する地域）でも勃発した。1822年の戦闘は、これらの地域の主要都市の路上でも展開された。
陸では、1822年からポルトガルよりの増援があるにもかかわらず、サルヴァドール、モンテビデオ、サン・ルイスでは現地の軍と伯仲し、ほとんどの都市ではゲリラ同様に軍の撃破に失敗している。ブラジル軍は人的・物的損失を補う一方で、ポルトガル軍はすでに守勢に立たされ、人員も手段も行動範囲もいくつかの州都に制限されていった。それらは戦略上の港湾都市であり、ベレンやすでに述べたモンテビデオ、サルバドール、サン・ルイス・ド・マランである。
海では、トマス・コクランがブラジル軍を率いていた。多数のポルトガル人船員のサボタージュによって、当初は不安定な始まりであった。1823年までに、ポルトガル人船員はブラジル人船員（解放奴隷と強制入隊した白人からなる）と、イギリスおよびアメリカ合衆国の傭兵に置き換えられた。ブラジル海軍は沿岸からポルトガル海軍を一掃し、ポルトガル陸軍を孤立させた。その年の終わりまでに、彼らはポルトガル沿岸から遠い、大西洋を跨る植民地海軍を維持していた。
今日、死傷者のような戦争に関する信頼性のある統計はない。しかし、類似した戦闘に関する歴史家の記録や当時の記録をもとに見積もると、22か月におよぶブラジル独立戦争の死者は両軍合わせて5,700から6,200である。